# 재 to 다이아몬드/Go City Go/후크의 법칙
〈재 to 다이아몬드/Go City Go/후크의 법칙〉(灰toダイヤモンド/Go City Go/フックの法則 하이토다이아몬도/고시티고/후크노호우소쿠[*])은 BEYOOOOONDS의 다섯 번째 싱글이다. 2024년 5월 29일에 업프런트 워크스 (Zetima)에서 발매되었다.

## 개요
- 초회생산한정반 A · B · C, 통상반 A · B· C의 여섯 가지 형태로 발매됐다. 초회생산한정반 A · B · C에는 Blu-ray Disc가 들어있다. 모든 초도 생산 한정반에는 이벤트 참가권이 봉입된다. 통상반의 모든 초도 사양에는 트레이딩 카드(통상반 A에는 〈灰toダイヤモンド
 / 재 to 다이아몬드〉(이하, ‘재 to 다이아몬드’), 통상반 B에는 〈Go City Go〉
 / 고 시티고〉(이하, ‘고 시티 고’), (통상반 A에는 〈フックの法則
 / 후크의 법칙〉(이하, ‘후크의 법칙’), 의 각각의 의상의 솔로 12종+단체 1종 중에서 랜덤으로 1장)가 봉입되어 있다.
- 야마자키 유하네의 마지막 참가 싱글이다.

## 발매일
| 국가 | 날짜            | 레이블 | 포맷                                    | 카탈로그 번호                     |
| ---- | --------------- | ------ | --------------------------------------- | --------------------------------- |
| 일본 | 2024년 5월 29일 | Zetima | CD 맥시 싱글+DVD                        | EPCE-7839 ~ 40 (초회생산한정반 A) |
| 일본 | 2024년 5월 29일 | Zetima | CD 맥시 싱글+DVD                        | EPCE-7841 ~ 42 (초회생산한정반 B) |
| 일본 | 2024년 5월 29일 | Zetima | CD 맥시 싱글+DVD                        | EPCE-7843 ~ 44 (초회생산한정반 C) |
| 일본 | 2024년 5월 29일 | Zetima | CD 맥시 싱글                            | EPCE-7855 (통상반 A)              |
| 일본 | 2024년 5월 29일 | Zetima | CD 맥시 싱글                            | EPCE-7856 (통상반 B)              |
| 일본 | 2024년 5월 29일 | Zetima | CD 맥시 싱글                            | EPCE-7857 (통상반 C)              |
| 일본 | 2024년 5월 29일 | Zetima | 다운로드 (AAC-LC)                       |                                   |
| 일본 | 2024년 5월 29일 | Zetima | 고음질 음원 다운로드 (FLAC 96kHz/24bit) |                                   |